# Esternay
Esternay település Franciaországban, Marne megyében. Lakosainak száma 1776 fő (2022. január 1.). Esternay Champguyon, Châtillon-sur-Morin, Courgivaux, Escardes, Le Meix-Saint-Epoing, Neuvy és La Noue községekkel határos.

## Népesség
A település népességének változása:
| Lakosok száma | 1579 | 1618 | 1600 | 1719 | 1932 | 1945 | 1871 | 1820 | 1817 | 1776 |
|               | 1968 | 1982 | 1990 | 2006 | 2013 | 2015 | 2017 | 2019 | 2020 | 2022 |